# Vincenzo Borghini

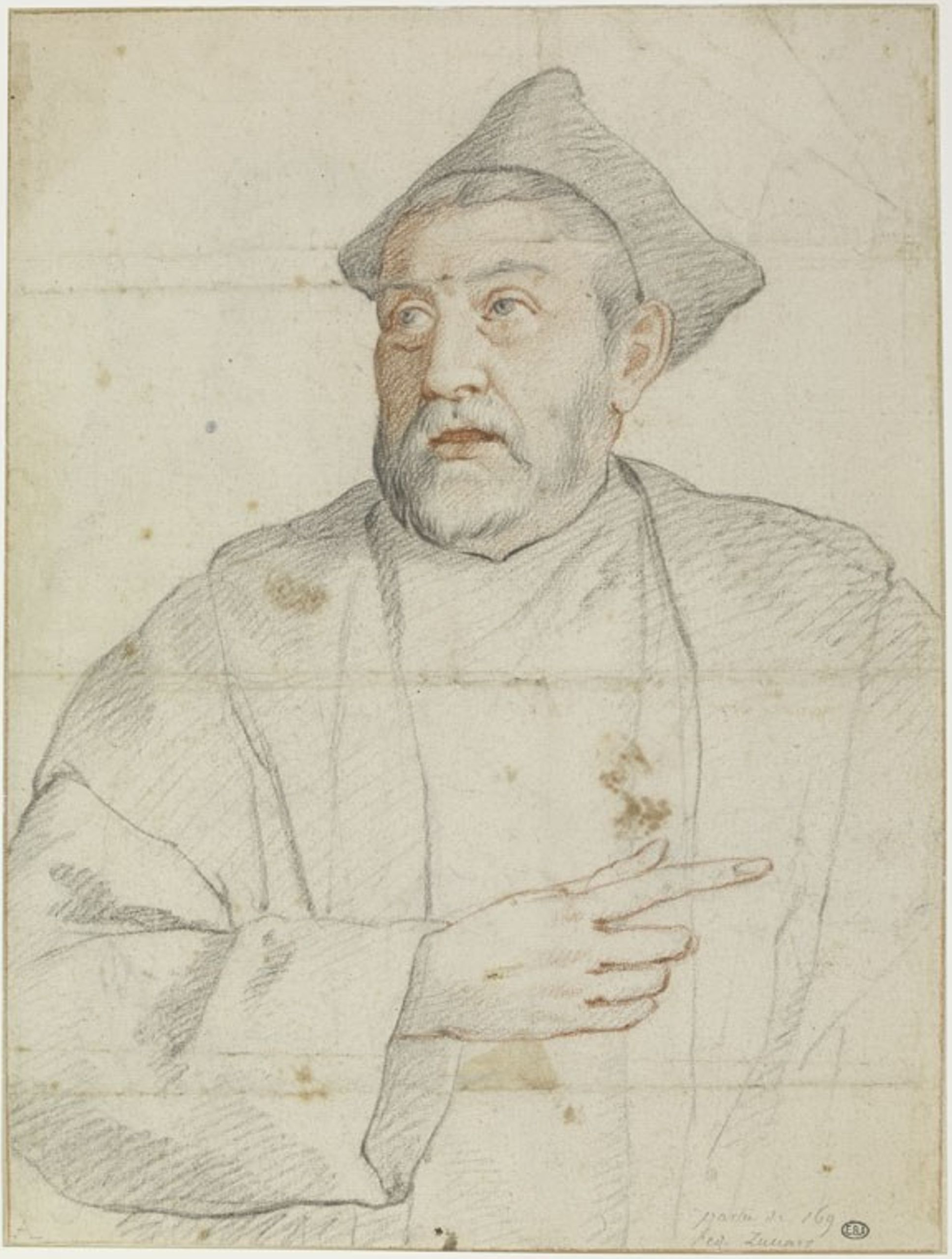
Porträt von Vincenzo Borghini, Federico Zuccaro

Vincenzo Maria Borghini (* 29. Oktober 1515 in Florenz; † 15. August 1580 ebenda) war ein italienischer Humanist, Schriftsteller, Akademiker und Kleriker.

## Leben
1531 in den Orden der Benediktiner eingetreten, wurde Borghini nach Stationen in verschiedenen italienischen Orten (darunter Arezzo) aufgrund seiner Bildung und vielfältigen Interessen ab den 1550er Jahren eine der dominantesten Personen im kulturellen Milieu in Florenz. Zu den engsten Freunden des 1541 zum Priester geweihten Borghini zählte der Künstler Giorgio Vasari, für den er zahlreiche Bildthemen entwarf. Dazu zählen Ausstattungen im Palazzo Vecchio in Florenz sowie die großflächige Ausmalung der Kuppel der Kathedrale von Florenz, deren Fresken nach dem Tod Vasaris von Federico Zuccari vollendet wurden.
Borghini war außerdem in die dekorative Gestaltung der Hochzeit von Francesco I. de’ Medici und Johanna von Österreich am 18. Dezember 1565 involviert. Aufgrund seiner für die politische Propaganda wichtigen Tätigkeit wurde Borghini finanziell und ideell durch verschiedene Ämter und Pfründen gefördert, die ihm vom Herzog Cosimo I. de’ Medici verliehen wurden. Zu der bedeutsamsten zählte die Ernennung zum Spedalingo (Vorsteher) des Ospedale degli Innocenti im Jahr 1552, dieses Amt hatte er bis zu seinem Tod inne. 1563 wurde er außerdem der erste Luogotenente (Vorsteher), der in diesem Jahr neu gegründeten Accademia delle Arti del Disegno.

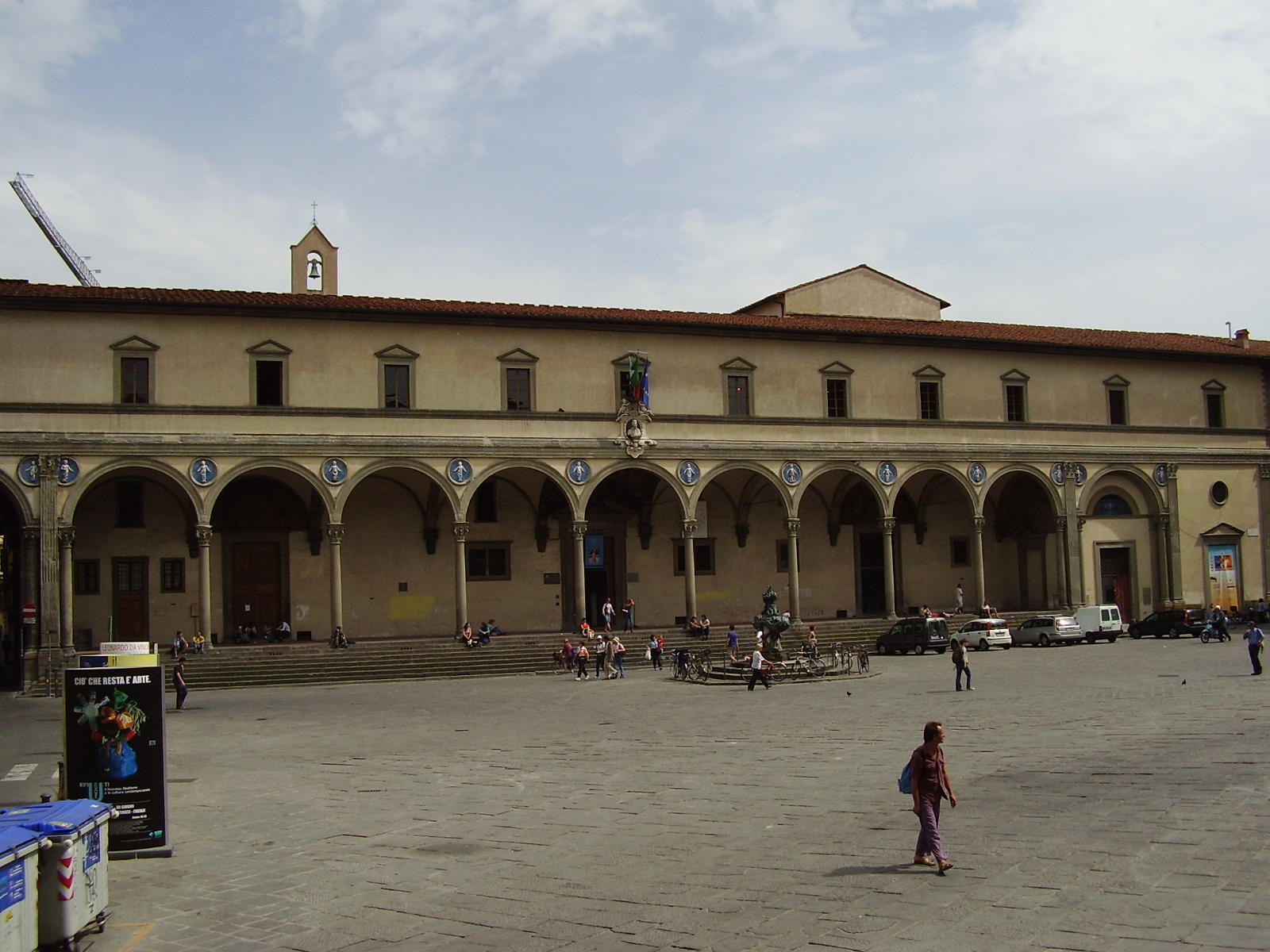
Ospedale degli Innocenti, Florenz

Unter seinen philologischen Beschäftigungen ist besonders die intensive und mehrere Jahre währende Auseinandersetzung mit dem Werk Giovanni Boccaccios erwähnenswert. Neben seinen zahlreichen gedruckten Discorsi und seiner umfangreichen Korrespondenz mit wichtigen Persönlichkeiten des Cinquecentos ist die zu Lebzeiten unpublizierte Selva de' notizie eine der wichtigsten Quellen zu den literarischen und künstlerischen Ansichten Borghinis. Das Manuskript der Selva wird heute in der Bibliothek des Kunsthistorischen Instituts in Florenz aufbewahrt.

## Ausgewählte Werke und Editionen
- Annotationi et discorsi sopra alcuni luoghi del Decameron di M. Giovanni Boccacci. Giunti, Florenz 1573.
- Discorsi. Viviani, Florenz 1755.
- Opuscoli inediti o rari di classici o approvati scrittori. Bd. 1. Società Poligrafica Italiana, Florenz 1844.
- Carteggio artistico inedito. Hrsg. von A. Lorenzoni. Seeber, Florenz 1912.
- Carteggio, 1541 - 1580. Censimento. Hrsg. von Daniela Francalanci, Franca Pellegrini. Accademia della Crusca, Florenz 1993.
- Il carteggio di Vincenzio Borghini. 1: 1541 - 1552. SPES, Florenz 2001.
- Scritti su Dante. Hrsg. von Giuseppe Chiecchi. Antenore, Rom 2009, ISBN 978-88-8455-637-0.

## Nachweise
1. ↑  Alessandro Cecchi u. Ugo Muccini: Palazzo Vecchio e i Medici. Guida storica. Florenz 1980.

| Personendaten    | Personendaten                                                       |
| ---------------- | ------------------------------------------------------------------- |
| NAME             | Borghini, Vincenzo                                                  |
| ALTERNATIVNAMEN  | Borghini, Vincenzo Maria                                            |
| KURZBESCHREIBUNG | italienischer Humanist, Schriftsteller, und Akademiker und Kleriker |
| GEBURTSDATUM     | 29. Oktober 1515                                                    |
| GEBURTSORT       | Florenz                                                             |
| STERBEDATUM      | 15. August 1580                                                     |
| STERBEORT        | Florenz                                                             |